# GOG.com
GOG.com (колишній Good Old Games, укр. Старі добрі ігри) — інтернет-сервіс цифрової дистрибуції для продажу і розповсюдження відеоігор, який належить польській компанії CD Projekt Investment. Ресурс, в основному, поширює старі ігри 80-х і 90-х років. Всі ігри оптимізовані для запуску на Windows XP і Windows Vista.
На відміну від інших сервісів, тут не використовується DRM,і для завантаження і запуску ігор не потрібна установка будь-якого спеціального клієнта.
Окрім ігор, на сайті можна також завантажити безліч додаткових матеріалів, таких як саундтрек та шпалери для робочого столу.
GOG Ltd є дочірньою компанією CD Projekt, яка знаходиться у Варшаві, Польща. GOG спочатку був сконцентрований на дистрибуцію «класичних» ігор для Windows без будь-якого захисту, але пізніше почав продавати і новіші ігри, а також підтримувати Mac OS X і Linux.

## Особливості
Продукти можна купувати і завантажувати онлайн, і всі вони надаються без захисту. Цінова політика спочатку передбачала дві категорії ігор — за 5$ і 10$. Але з початком продажу нових ігор, а пізніше і підтримкою регіональних цін, цінових категорій з'явилося набагато більше. На окремі ігри або збірки регулярно проводяться знижки, як на вихідні та свята, так і посеред тижня.

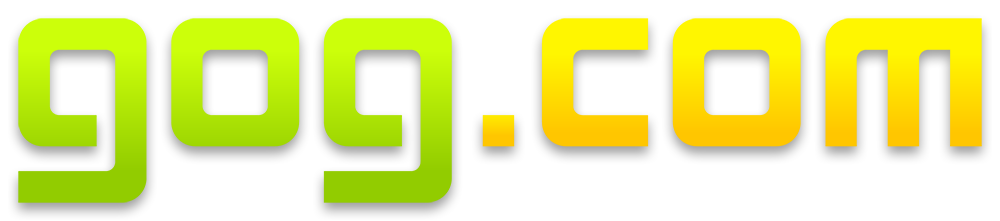
Лого GoG.com до 2014

Користувачам не потрібно завантажувати спеціальні клієнти або програми, для того щоб завантажувати та оновлювати ігри. Але є опціональний менеджер завантажень, який дозволяє автоматизувати завантаження і перевірку правильності отриманих пакунків ігор. Всі ігри можна зберігати на будь-яких носіях і заново завантажувати необмежену кількість разів. Викачані ігри ніяк не прив'язані до призначеного для користувача профілю на GOG.com, але юридично все ще потрапляють під угоду.
Для того, щоб ігри нормально працювали на новітніх версіях операційних систем і апаратного забезпечення, деякі ігри оновлені і надаються з відкритими для використання програмами емуляції і поліпшення сумісності, типу ScummVM і DOSBox. Іноді, в ігри вже вбудовані додаткові оновлення, створені не оригінальними розробниками — наприклад Outcast або Dungeon Keeper 2.
Разом з самою грою, користувач також отримує бонусні матеріали, які додаються до гри і список яких є на сторінці продукту. Також, на GOG працює повноцінна підтримка користувачів на декількох мовах, і є програма 30-денної гарантії повернення грошей за куплені продукти. А для користувачів, у яких регіональна ціна вище ціни в США, існує програма «справедливої ціни», по якій користувачі отримують «переплачену» суму у вигляді кредиту на наступні покупки.

## Історія
26 березня 2009 GOG повідомили про підписання контракту з Ubisoft про видання на сервісі старих ігор видавця — це був перший великий контракт для сервісу після початкового договору з Interplay. За контрактом, на GOG стали доступні ігри, які не були доступні на інших сервісах цифрової дистрибуції. З 27 серпня 2014 до каталогу ігор на сервісі додали і окремий каталог фільмів, які також доступні без захисту. У той же день сервіс змінив дизайн і почав надавати кілька нових можливостей, на кшталт можливості зміни місцевої валюти на долари США.

### Повідомлення про закриття сервісу
У період з 19 по 22 вересня 2010 GOG сайт припинив роботу, залишивши тільки повідомлення, що сайт і Twitter сервісу будуть закриті. Представник сервісу пізніше заявив, що сайт не закривається назовсім, а лише тимчасово закритий через прийдешні зміни на сервісі. 20 вересня 2010 року на сайті було опубліковано пояснення, що сайт закритий з «бізнес і технічних причин», що мотивувало ігрових журналістів припустити, що сайт закрився через акцент на випуск ігор без DRM.

22 вересня 2010, GOG повідомили, що «закриття» сайту було лише маркетинговим ходом, яким вони хотіли акцентувати вихід сервісу з бета статусу. Керівництво сайту, знаючи про реакцію користувачів на псевдозакриття, написали:
 Для початку, ми би хотіли вибачитися перед тими, кого зачепило або хто відчуває себе обдуреним через закриття GOG.com. Будучи маленькою компанією без великих бюджетів для маркетингу, ми не хотіли пропускати можливості якось дуже голосно заявити про появу нової версії нашого сайту і, що ще важливіше, відродження серії Baldur's Gate!

### Перезапуск
Сайт знову запрацював до 23 вересня 2010, з оновленим дизайном, новими функціями, про які сервіс повідомив під час онлайн презентації. Під час презентації, один з творців GOG і CD Projekt Марчін ІвинскІ та генеральний директор Гійом Рамбур одяглися в чернечі ряси, щоб «покаятися за свої гріхи». Перезапуск сайту, на думку Рамбура, був успішним і привів на сайт багато нових користувачів, які до цього не знали про сервіс.
Як і обіцялося, після перезапуску на GOG випустили кілька ігор від Black Isle Studios і Bioware, таких як Baldur's Gate, Planescape: Torment і Icewind Dale, які до цього не були доступні в цифрової дистрибуції через конфлікти за ліцензії на Dungeons & Dragons ігор між Atari, Hasbro та іншими компаніями.

### Перейменування в GOG.com
27 березня 2012 GOG відкинули стару розшифровку Good old games і почали пропонувати на своєму сервісі ігри ААА-класу та від незалежних розробників крім тільки класичних релізів. Сервіс став називатися просто GOG.com.

### Підтримка OS X
З жовтня 2012 GOG.com з'явилася підтримка Mac OS X версій ігор без захисту. Це включало як і раніше екслюзивні для Steam OS X версії серії Відьмак, створені «спорідненою» студією CD Projekt RED.[джерело?]

### Гарантія повернення грошей
9 грудня 2013 на GOG.com з'явилася гарантія повернення грошей у перші 30 днів після покупки продукту, якщо у користувача виникають несподівані невиправні технічні проблеми з грою.

### ПідтримкаLinux
GOG.com збирали думки користувачів у списку бажаного спільноти і однією з найбільш бажаних речей з майже 15 000 голосами, була нативна підтримка Linux. Спочатку представник GOG заявив, що є технічні та інші проблеми з реалізацією такої функції, але сервіс дуже хотів би це втілити в життя і давно про це думає.
18 березня 2014 GOG офіційно заявили про підтримку платформи Linux, з початкової підтримкою Ubuntu та Linux Mint до осені 2014.
25 липня 2014 підтримка Linux була додана раніше очікуваного часу з 50 іграми, які були на той момент сумісні з операційною системою. Деякі з ігор отримали підтримку Linux вперше, але більшість вже були раніше доступні для цієї ОС на інших сервісах цифрової дистрибуції.

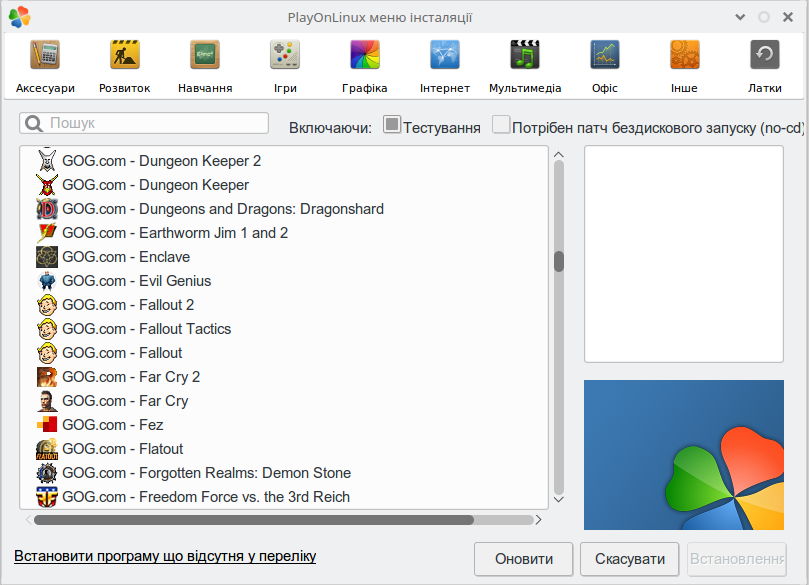
Ігри GoG.com в PlayOnLinux

Також за допомогою платформи PlayOnLinux реалізована підтримка декількох десятків ігор з GoG.com, які не були портовані на Linux.

### Продаж кіно без DRM
27 серпня 2014 GOG заявили про запуск нового сервісу — продажу фільмів без DRM. Скачувати Фільми можна без захисту у форматі mp4 або ж дивитися їх прямо в браузері без будь-яких обмежень і прив'язок до платформ або пристрою. Фільми доступні в Full HD 1080p, 720p та 576p форматах. Для початку, GOG додали 21-хвилинний документальний фільм по інтернет культури і геймінг. Але за словами Гійома Рамбура, компанія зараз розмовляє з різними великими студіями і в майбутньому планує додавати найрізноманітніші фільми. На жаль, багато студії поки не дуже хочуть ризикувати з підходом розповсюдження фільмів без захисту, хоч їм і дуже подобається ідея, і всі чекають, поки якась з великих студій зробить таке рішення першою. Але GOG планують подолати ці перешкоди і вже почали працювати з різними незалежними режисерами і студіями, які випускають не документальне кіно.

### Ігри на Amiga / Cinemaware
5 вересня 2014 на GOG.com стали продавати старі ігри для платформи Amiga від Cinemaware, почавши з Defender of the Crown. Це було можливим завдяки власне написаному Cinemaware емулятору Rocklobster.

### GOG Galaxy
У великому оновленні від CD Projekt RED і GOG в червні 2014 був анонсований новий опціональний клієнт під назвою GOG Galaxy. Клієнт має замінити нинішню опціональну програму для скачування ігор, і додати величезну кількість нових функцій, включаючи можливість зручної мережевої гри з гравцями зі Steam версії тієї ж гри.
15 жовтня 2014 почалося відкрите мережеве бета-тестування клієнта GOG Galaxy, яке супроводжувалася безкоштовною роздачею Aliens versus Predator, оновленої з підтримкою клієнта для мережевої гри.
25 квітня 2017 відбувся реліз GOG Galaxy 1.2, клієнт вийшов із стадії бети, було додано функцію оверлею, хмарного зберігання збережень деяких ігор та багато інших функцій.

### Disney Interactive / LucasArts
28 жовтня 2014 на GOG.com були випущені без захисту класичні ігри від Disney Interactive / LucasArts, які давно чекала спільнота сайту. Спочатку було випущено кілька ігор Star Wars: X-Wing, Star Wars: TIE Fighter, Sam & Max Hit the Road, The Secret of Monkey Island, Indiana Jones and the Fate of Atlantis і Star Wars: Knights of the Old Republic — деякі з яких до цього не були доступні на сервісах цифрової дистрибуції.

### Запуск локалізованих версій сайту
7 листопада 2014 GOG офіційно запустили підтримку локалізованих версій сайтів, розпочавши з французької мови. З'явилася можливість змінювати мову сайту (хоч деякі його частини поки залишаються не перекладені), багато ігор отримали додаткові локалізації. В честь запуску локалізованої версії сайту сервіс почав французький розпродаж і в день запуску роздавав безкоштовну копію класичної гри від французького розробника Little Big Adventure.

## Місце на ринку
Оскільки GOG.com як і багато інших сервісів цифрової дистрибуції, не робить продаж публічним, дізнатися точне місце сервісу, у порівнянні з іншими практично неможливо. Але іноді окремі розробники і видавці роблять продажі своєї гри публічними, з чого можна дізнатися деякі подробиці.
У статті 11 листопада 2011 PC Gamer назвав онлайн-продажу Відьмака 2. За їх даними, Direct2Drive, Impulse і Gamersgate разом продали 10 000 (4 %) копій, GOG продав 40 000 копій (16 %), а Steam за той же період продав 200 000 копій (80 %).
20 лютого 2013 розробник Defender's Quest Ларс Дусі назвав продажу своєї гри за перші три місяці на 6 різних сервісах цифрової дистрибуції, включаючи 4 великі сервісі та 2 способи покупки і завантаження гри безпосередньо від розробника. За результатом вийшло, що GOG.com був другим великим сервісом з продажу, поступаючись тільки Steam.
На початку 2021 року було оголошено, що GOG.com відповідав приблизно за 10% від загального обсягу продажів Cyberpunk 2077 на ПК. Щодо попередніх замовлень, GOG.com становив третину від усіх ранніх попередніх замовлень на ПК.

## Доступні ігри
На 18 грудня 2014, на сайті доступно 886 ігор. До 12 червня 2015, кількість доступних ігор сягнула 1123. Станом на 23 червня 2017 на GoG.com доступними є 2034 гри. Нові ігри додаються на сервіс кілька разів на тиждень. У GOG.com є контракти з великою кількістю видавців, включаючи:
- Activision
- Adventure Soft
- Apogee Software
- Atari
- Cinemaware
- Codemasters
- Coktel Vision
- Cyan Worlds
- Deep Silver
- Disney Interactive[42]
- DotEmu
- Electronic Arts
- Empire Interactive
- Enlight Software
- Epic Games
- Firefly Studios
- Focus Home Interactive
- Frogwares
- Funcom
- Hasbro
- Horrorsoft
- Interplay
- JoWooD
- LucasArts
- Majesco
- Metropolis Software
- Microïds
- Oddworld Inhabitants
- Rebellion
- Revolution Software
- Running with Scissors, Inc.
- Remedy Entertainment
- Sierra On-Line
- Square Enix
- Strategy First
- Team17
- TopWare Interactive
- Trilobyte
- Ubisoft
- Valiant Entertainment
- Wordplay LLC (Access Software)

## Співробітники
- Адам Ольдаковський (пол. Adam Oldakowski) — керуючий директор GOG.com